# Брет Батълс
Брет Батълс (на английски: Brett Battles) е американски писател на произведения в жанра трилър и научна фантастика.

## Биография и творчество
Роден е в Риджкрест, Калифорния, САЩ на 31 март 1962 г. Наследява от родителите си любовта към книгите и е запален читател.
След дипломирането си работи в развлекателната индустрия. Пътува много до Хо Ши Мин, Берлин, Банкок, Ангкор Ват, Сингапур, Джакарта, Лондон, Париж и Рим, дестинации, които впоследствие стават фон за неговите произведения.
Първият му трилър „Чистачът“ от поредицата „Джонатан Куин“ е публикуван през 2006 г. Главният герой Джонатан Куин е агент на свободна практика и работи по поръчки като професионален „чистач“ на трупове. При поредната му задача обаче се появява мистериозен труп и той трябва да се крие и разследва причината някой да иска смъртта му. Романът става бестселър и е номиниран за наградите „Бари“ и „Шамус“. Вторият роман от поредицата „Изиграният“ е удостоен с наградата „Бари“ за най-добър трилър на 2009 г.
Брет Батълс живее със семейството си в Лос Анджелес.

## Произведения

### Самостоятелни романи
- The Pull of Gravity (2011)
- No Return (2012)

### Серия „Джонатан Куин“ (Jonathan Quinn)
1. The Cleaner (2006) – издаден и като „Hung Out to Die“
Чистачът, изд.: ИК „Бард“, София (2007), прев. Асен Георгиев
2. The Deceived (2008) – награда „Бари“
Изиграният, изд.: ИК „Бард“, София (2010), прев. Венцислав Божилов
3. Shadow of Betrayal (2009) – издаден и като „The Unwanted“
4. The Silenced (2011)
5. The Destroyed (2012)
6. The Collected (2012)
7. The Enraged (2013)
8. The Discarded (2014)
9. The Buried (2015)
10. The Unleashed (2016)

новели към серията
- Becoming Quinn (2011)
- Just Another Job (2011)
- Off The Clock (2011)
- Lesson Plan (2014)
- Night Work (2015)

### Серия „Логан Харпър“ (Logan Harper)
1. Little Girl Gone (2011)
2. Every Precious Thing (2011)

### Серия „Проект Едем“ (Project Eden)
1. Sick (2011)
2. Exit 9 (2011)
3. Pale Horse (2012)
4. Ashes (2012)
5. Eden Rising (2013)
6. Dream Sky (2014)
7. Down (2014)

### Серия „Александра По“ (Alexandra Poe) – сРобърт Грегъри Браун
1. Poe (2013)
2. Takedown (2013)

### Серия „Реуиндър“ (Rewinder)
1. Rewinder (2014)
2. Destroyer (2016)

### Серия „Мой“ (Mine)
1. Mine (2016)

- The Arrival (2016)

### Серия „Екскомс“ (Excoms)
1. The Excoms (2016)

### Участие в общи серии с други писатели

#### Серия „Харолд Мидълтън“ (Harold Middleton)
2. The Copper Bracelet (2010) – Лий Чайлд, Дейвид Корбет, Джефри Дивър, Джим Фусили, Джон Гилстрап, Джеймс Грейди, Дейвид Хюсън, Джон Рамзи Милър, П. Дж. Париш, Ралф Пезуло, С. Джей Роузан, Лайза Скоталайн, Питър Шпигелман, Джоузеф Файндър и Ерика Спиндлър
3. Watchlist (2010) – Линда Барнс, Джоузеф Файндър, Лий Чайлд, Дейвид Корбет, Джефри Дивър, Джим Фусили, Джон Гилстрап, Дейвид Хюсън, Джон Ланд, Дейвид Лис, Гейл Линдс, П. Дж. Париш, Джеймс Фелън, Лайза Скоталайн и Джени Силър

#### Серия „Горящи светове: Генезис“ (Kindle Worlds: Genesis)
* Alone (2013)
от серията има още 12 романа от различни автори

### Новели
- Perfect Gentleman (2011)
- The Assignment (2013)
- Quick Study (2014)

### Сборници
- Shaken (2011) – с Кара Блек, Дейл Фурутани, Наоми Хиранара, Уенди Хорнсби, Деби Мак, Гари Филипс, и др.